# Lemmeria digitalis
Lemmeria digitalis là một loài bướm đêm trong họ Noctuidae.